# Rivoluzione anarchica spagnola

## La Rivoluzione per la parità in Spagna
La rivoluzione anarchica spagnola del 1936 fu una rivoluzione sociale di ispirazione anarchica e libertaria che cominciò durante le prime fasi della guerra civile spagnola, seguita al colpo di Stato militare di Francisco Franco del luglio 1936 contro il governo repubblicano che porrà fine alla Seconda Repubblica Spagnola, per poi spegnersi, a partire dal 1937, incompiuta, infranta e tradita dallo stesso governo del Fronte Popolare. Le sue caratteristiche furono, tra altre: anticlericalismo nell'ambito religioso, orizzontalismo nell'ambito amministrativo, razionalismo nell'ambito educativo e collettivismo autogestito nell'ambito economico.

## Una rivoluzione sociale libertaria
Si tratta probabilmente della più importante esperienza libertaria di massa nella storia, dato che un ruolo politico e militare preponderante rispetto alle altre forze antifasciste (socialiste riformiste e rivoluzionarie, repubblicane, comuniste e autonomiste) fu inizialmente ricoperto dall'anarchismo, sia spontaneo che organizzato. Ad essere determinanti furono, da un lato, l'influsso e il peso di quel complesso di idee e di pratiche istintivamente o coscientemente anarchiche adottate dal proletariato spagnolo e, dall'altro, la forza agente delle sue espressioni più strutturate, ossia: l'organizzazione politica specifica Federazione anarchica iberica (F.A.I.), con la sua Federación Ibérica de Juventudes Libertarias (F.I.J.L.) e l'organizzazione sindacale Confederación Nacional del Trabajo (C.N.T.), che arriverà ad avere un milione e mezzo di lavoratori iscritti. 
Secondo Guy Debord, che pure non ha lesinato critiche verso gli anarchici spagnoli, «Nel 1936 l'anarchismo ha realmente condotto una rivoluzione sociale e l'abbozzo, il più avanzato che mai si sia visto, di un potere proletario».
Effettivamente in questo tentativo storicamente rilevante di emancipazione dei lavoratori spagnoli ad opera di essi stessi, e non di uno stato o di un partito operaio agenti in loro nome, nonostante le gravi urgenze del contesto bellico si avviarono una serie di pratiche rivoluzionarie e si attuarono azioni dirette di massa, spesso spontanee e diffuse in diversi ambiti della vita sociale.
Per documentare precisamente la consapevolezza di chi all'epoca s'impegnò in questo senso si possono leggere diverse testimonianze di questo tenore:
«Noi anarchici non abbiamo fatto la guerra per il piacere di difendere la repubblica borghese [...] No, se abbiamo preso le armi, è stato per attuare la rivoluzione sociale».
L'aspetto militare nel quadro internazionale della guerra al fascismo è stato sempre quello maggiormente messo in evidenza, ma se si parla di rivoluzione sociale, e non solo di guerra civile spagnola, è soprattutto perché la maggior parte dell'economia spagnola fu messa sotto il controllo dei lavoratori in autonomia da uno stato allo sbando; nelle "roccaforti" anarchiche, come la Catalogna, la percentuale raggiungeva il 75%, ma era più bassa in aree con forte influenza comunista. Le fabbriche erano gestite tramite comitati di lavoratori, le aree agricole furono collettivizzate in parte e gestite come comunità libere.

### Terra e Libertà
I terreni espropriati e collettivizzati furono il 70% in Catalogna, il 70% in Aragona, il 70% nella provincia di Badajoz, il 58% in Castiglia-La Mancia, il 49% in Andalusia e il 13 % nella Comunità Valenciana.
L'antica questione agraria trovò così rapida soluzione con l'azione diretta dal basso dei contadini che, dopo le deludenti e timide riforme del governo repubblicano e socialista, presero in mano il loro destino senza attendere decreti di sorta e si appropriarono delle terre, ponendo fine alla gestione feudale e latifondistica. A differenza di quanto accadde con la direzione bolscevica della rivoluzione russa, non si trattò di una collettivizzazione delle terre centralizzata e statale, né tanto meno di una nazionalizzazione della produzione. L'influsso delle concezioni anarchiche fra i braccianti e i contadini insorti aveva spinto da subito i fatti verso una prospettiva totalmente diversa.
«Senza che "nessun partito, nessuna organizzazione" avesse impartito una consegna in questo senso, si costituirono anche collettività agrarie. Furono collettivizzati soprattutto i latifondi, i cui proprietari erano fuggiti nella zona franchista, o erano stati sommariamente giustiziati. Nell'Aragona, dove fin dal luglio 1936 i miliziani della colonna Durruti avevano dato impulso al movimento, furono coinvolti quasi tutti i villaggi: la federazione delle collettività arrivò a comprendere mezzo milione circa di contadini. Sulla piazza del villaggio furono raccolti e bruciati gli atti di proprietà fondiaria. I contadini consegnavano alla collettività tutto ciò che possedevano: terre, attrezzi, animali da tiro ecc. In alcuni villaggi il denaro fu abolito e sostituito da tagliandi. Non si trattava però di una vera moneta, dato che con quei buoni non si potevano acquistare mezzi di produzione ma solo beni di consumo, peraltro in quantità limitata. Il denaro accantonato dal comitato fu utilizzato per acquistare all'estero i prodotti mancanti che non potevano essere ottenuti con gli scambi.».
Nel quadro di una visione antiautoritaria della rivoluzione l'esistenza della proprietà agricola individuale, così come altri importanti nodi politico-sociali, fu affrontata secondo criteri differenziati in base a decisioni prese localmente dalle collettività o regionalmente, ed essa non fu sistematicamente abolita.
Non a caso Isaac Puente, uno dei principali teorici del comunismo libertario  Archiviato il 13 ottobre 2017 in Internet Archive., precisava in linea di principio che «Non può essere oggetto di discussione il regime di proprietà della ricchezza e degli utili della produzione, che verranno amministrati dalla collettività e messi a disposizione di chi vorrà produrre. La soppressione della proprietà privata e dell'accaparramento della ricchezza costituiscono la garanzia imprescindibile della libertà economica. Ma questa intransigenza verso la proprietà privata non può essere estremizzata fino a negarla per le cose di uso personale, né per i prodotti dell'attività personale dell'individuo. La proprietà usufruttuaria non credo che possa essere negata per i mobili, i vestiti e le cose di dettaglio il cui possesso non implica né una spoliazione né un'ingiustizia. Rispetto alla proprietà della terra - "la terra per chi la lavora" - si deve distinguere fra la terra dedicata alla produzione del necessario da quella che serve per produrre alimenti o piante rispondenti al gusto individuale, come gli orti e i giardini, o le particelle sperimentali, su cui deve rispettarsi la proprietà usufruttuaria.».
Il congresso delle collettività agricole aragonesi del 1937, iniziativa federalista libertaria fortemente osteggiata dalle forze governative centrali, stabilì, fra l'altro, che chiunque non volesse partecipare al sistema agricolo collettivizzato poteva avere un terreno di proprietà individuale, a condizione che la sua dimensione non eccedesse quella che egli stesso poteva lavorare senza impiegare salariati. 
Gaston Leval conferma che «I piccoli proprietari erano rispettati. Le tessere di consumatori fatte anche per loro, il conto corrente che era loro aperto, le risoluzioni prese a loro riguardo lo attestano. Soltanto s'impediva loro di aver più terra di quella che potessero coltivare, e d'esercitare il commercio individuale. L'adesione alle Collettività era volontaria: gli “individualisti” vi aderivano solo se e quando venivano persuasi dai migliori risultati del lavoro in comune.».
Ovviamente ciò non poteva dissolvere diffidenze e ostilità di quel ceto intermedio di piccoli proprietari o contadini mezzadri legato alla propria condizione e non impedì, dato che la rivoluzione sociale agraria fu lungi dall'essere indolore, il manifestarsi di una conflittualità anticollettivista che bloccava la collettivizzazione e che, in determinate situazioni locali quali il villaggio La Fatarella, poteva degenerare anche in lotta armata con morti e feriti.

### Autogestione dell'economia e forme di organizzazione sociale antiautoritaria
La ricerca storica fornisce dati incompleti, parziali e non di rado discordanti sulla valutazione qualitativa e quantitativa del sistema economico e sociale durante le varie fasi nel periodo rivoluzionario.
È stato stimato da Sam Dolgoff, autore de I Collettivi Anarchici: autogestione dei lavoratori nella Rivoluzione Spagnola, che più di 10 milioni di persone parteciparono direttamente, o almeno indirettamente, nella rivoluzione spagnola. Sebbene con una diversa intensità e densità geografica nel territorio spagnolo, quasi ogni sfera dell'economia fu investita dal processo rivoluzionario e autogestionario. Esso si estese e spinse più avanti in Catalogna, dove il settore industriale come quelli dei trasporti, dei servizi e finanche il settore del commercio non furono affatto esclusi da queste forme di socializzazione. In alcuni casi perfino i taxi, gli alberghi, le barberie e i ristoranti furono collettivizzati e gestiti dagli stessi lavoratori. Nell'industria catalana la collettivizzazione riguardò circa 2 000 imprese di vari settori (tessile, metallurgia, chimica, edilizia, legno, servizi, spettacolo ecc.), mentre il controllo operaio vigeva in circa 4 500 imprese.
La rivoluzione sociale non si dimostrò invece efficace nel settore bancario che, forse per la scarsa presenza di sindacalisti radicali favorevoli alla collettivizzazione, finì per costituire uno dei suoi punti deboli cruciali, come già era stato durante l'esperienza rivoluzionaria della Comune di Parigi (1871). Il sindacato maggioritario in quel settore, l'Unione Generale dei Lavoratori (U.G.T.), era infatti vicino al governo a direzione marxista, più orientato verso la nazionalizzazione, ossia la gestione statale delle banche, il quale si servì del controllo del credito e delle riserve auree per circoscrivere e strangolare la dinamica rivoluzionaria, indirizzando politicamente i fondi pubblici per le spese, militari e non, dove non erano maggioritarie le componenti rivoluzionarie anarchiche o comuniste antistaliniste (soprattutto il P.O.U.M.). Onde evitare che oltre 500 tonnellate d'oro della Repubblica spagnola, confiscate alla Banca di Spagna, finissero direttamente in mano ai rivoluzionari spagnoli, il governo preferì trasferirne segretamente il valore nelle casse di Stalin, con lo scopo di ottenere il contributo bellico sovietico condizionato. E così egli poté impiegare quell'oro di Mosca a sua discrezione, con le conseguenze politiche e militari che si vedranno (controrivoluzione stalinista prima, vittoria del franchismo e fine della Repubblica poi).
Tuttavia una radicale trasformazione dei rapporti sociali e di produzione aveva potuto, se non altro, cominciare ad essere messa in pratica. In diverse collettività e in alcune transazioni il denaro fu abolito o parzialmente sostituito da forme non monetarie di retribuzione e buoni intransferibili, detti "vales".
«Ad esempio ad Asco, in Catalogna, i membri dei collettivi ricevevano una tessera di famiglia sul cui retro figurava un calendario per segnare via via le date di acquisto dei viveri, che potevano essere ritirati solo una volta al giorno nei diversi centri di approvvigionamento. Queste tessere erano di diversi colori, per permettere anche a chi non sapeva leggere di distinguerle facilmente. La collettività provvedeva a remunerare insegnanti, ingegneri e medici, che curavano gratuitamente i pazienti.».
Non utilizzata ovunque, questa sorta di salario familiare, per quanto ispirato ad un principio di uguaglianza, non andava certamente in direzione di una maggiore indipendenza della donna ed era in contraddizione con un certo progresso dell'emancipazione femminile nella rivoluzione in corso, dal diritto all'aborto alla parità nelle decisioni assembleari e nelle milizie.
Accanto alla lotta contro l'oppressione di classe e lo sfruttamento, comunque, la rivoluzione spagnola avanzò contro altre forme di dominazione. Le relazioni sociali gerarchiche in genere subirono trasformazioni radicali o, quantomeno, sperimentazioni innovative in senso egualitario e libertario, come notò per esperienza diretta George Orwell nel suo Omaggio alla Catalogna, a partire proprio dalla messa in discussione dell'ideologia maschilista del patriarcato e dal protagonismo attivo e organizzato delle donne in ogni aspetto della rivoluzione.
Sempre all'insegna di una cultura antiautoritaria, in campo educativo, fu varato un vasto programma di alfabetizzazione e venne intensificata l'attività degli Ateneos Libertarios; vennero portate avanti iniziative riconducibili all'attività passata del famoso maestro e teorico di una "Scuola Moderna" Francesc Ferrer i Guàrdia; vennero fondate diverse scuole razionaliste, in un paese dove l'educazione era essenzialmente prerogativa della Chiesa cattolica, ed anche montessoriane.
In tutto il territorio della Catalogna il servizio sanitario fu garantito e riorganizzato sulla base di un progetto avanzato di socializzazione della medicina, si svilupparono pratiche mediche fondate sulla prevenzione e la terapia sociale. Figura chiave di questo progetto fu il dottor Félix Martí Ibáñez, impegnato sia sul terreno clinico che su quello culturale, che lavorerà anche alla legislazione sull'aborto stendendo la norma, in una delibera della Generalitat de Catalunya datata 25 dicembre 1936, per la quale alla donna spettava la libera scelta di proseguire o interrompere la gravidanza entro i primi 3 mesi.
La stessa organizzazione militare della guerra sociale antifascista fu improntata in chiave antimilitarista ed orizzontale con il rifiuto dell'esercito e la creazione di milizie e colonne, come la Columna de Hierro di Valencia (a Valencia c'è un intero spazio di programmazione di Radio Klara  dedicato proprio all'esperienza della Rivoluzione anarchica spagnola) o la più famosa Colonna Buenaventura Durruti, e l'abolizione di gradi e uniformi militari.
Così un delegato della formazione miliziana valenzana, che contava 3000 combattenti ed oltre 20 000 volontari, ne descriveva la struttura in un articolo dell'organo di stampa Linea de Fuego del 17 novembre 1936: «La costituzione del Comitato di Guerra è accettata da tutte le milizie confederali. Noi partiamo dall'individuo e formiamo dei gruppi di dieci, che si autogestiscono le piccole operazioni. Dieci gruppi formano una Centuria, che nomina un delegato per rappresentarla. Trenta Centurie formano una Colonna, che è diretta dal Comitato di Guerra, di cui fanno parte i delegati di Centuria.».
All'origine di questa forma di organizzazione erano quasi vent'anni di lavoro e di esperienze di vari gruppi d'azione come Los Solidarios, che difendevano gli attivisti sindacalisti e anarchici dalla violenza padronale dei pistoleros tra il 1917 e il 1923, ma soprattutto dei Comitati di Difesa della CNT, costituiti nel 1934.

## Le cause della fine dell'esperienza rivoluzionaria
Ostacoli di vario genere al processo rivoluzionario, comprese contraddizioni interne e soggettive, contribuirono alla conclusione di questa esperienza storica e la storiografia sull'argomento è più vasta che quella sulle realizzazioni concrete. I fattori critici di tipo politico o militare, indiscutibilmente determinanti, hanno finito forse per oscurare altri elementi che entrarono allora in gioco e che, precisamente, qualificarono come anarchica questa rivoluzione infranta. La stessa storicità della rivoluzione sociale e libertaria qui illustrata corre il rischio di una dissolvenza, o di una vera e propria rimozione, quando ridotta esclusivamente entro altre categorie storiografiche come, ad esempio, quelle di guerra civile di Spagna o di frontismo antifascista.
È da tenere presente che già la sezione spagnola della Prima Internazionale (A.I.L.) era schierata su posizioni bakuniniste e che questa, nelle sue evoluzioni successive alla rottura con i marxisti, aveva elaborato una propria teoria rivoluzionaria basata sulla pratica dell'azione diretta, sull'organizzazione e sul federalismo. Date queste premesse il corso del movimento rivoluzionario, che per sua natura era antistatalista e vedeva un protagonismo sociale autonomo dei lavoratori, non poteva non incontrare dinamiche politiche inerziali o contrarie, provenienti sia dal campo reazionario che dall'arco di forze antifranchiste al governo, incluso, in parte, lo stesso movimento anarchico; e se molteplici furono le cause della fine dell'esperienza rivoluzionaria, di varia origine politica furono, dunque, anche le opposizioni allo sviluppo di quel corso.

### Controrivoluzione e repressione
La necessità di accelerare e completare la rivoluzione rivendicata da parte della sinistra libertaria e poumista, venne avversata dai comunisti, appoggiati dall'Unione Sovietica, e dai repubblicani democratici; i primi perché contrari all'opportunità di affrontare una rischiosa rivoluzione sociale, nella quale non avrebbero potuto assumere una posizione egemone, i secondi perché spaventati dallo sconvolgimento economico che ne sarebbe derivato. I rivoluzionari ribattevano che solo la mobilitazione rivoluzionaria delle classi subalterne avrebbe fornito lo slancio necessario in termini anche di alto morale alla popolazione per sconfiggere il fascismo.
Con il progredire della guerra, il governo e i comunisti furono in grado di fare leva sul loro accesso alle armi sovietiche per ripristinare il controllo politico, sia con la diplomazia che con la forza. Nelle giornate di maggio del 1937, i contrasti all'interno del campo antifascista esplosero in conflitto aperto quando i comunisti cercano di conquistare militarmente il controllo degli edifici pubblici di Barcellona, difesi dagli anarchici, arrestandone e fucilandone i dirigenti. Già precedentemente il Partito Comunista, per sconfiggere Franco, aveva sostenuto l'opportunità di un blocco sociale il più esteso possibile rinviando quindi ogni prospettiva rivoluzionaria alla fine della guerra. Inoltre la necessità dell'Unione Sovietica di rimanere l'unico punto di riferimento politico ed ideologico per i comunisti di tutto il mondo spinse Stalin ad opporsi anche militarmente alla componente anarchica e a quella trotskista e "dissidente" (come il POUM, il Partito Operaio di Unificazione Marxista), dello schieramento repubblicano. Paradossalmente quindi, furono i comunisti filosovietici a battersi contro l'abolizione della proprietà privata.